# Batoș
Batoș (deutsch Botsch, siebenbürgisch-sächsisch Biutsch, ungarisch Bátos) ist eine nahe Reghin (Sächsisch Regen) gelegene Gemeinde im Kreis Mureș in der Region Siebenbürgen in Rumänien.

## Lage
Der Ort liegt am Luț, einem Nebenfluss des Mureș, im Norden des Kreises Mureș.

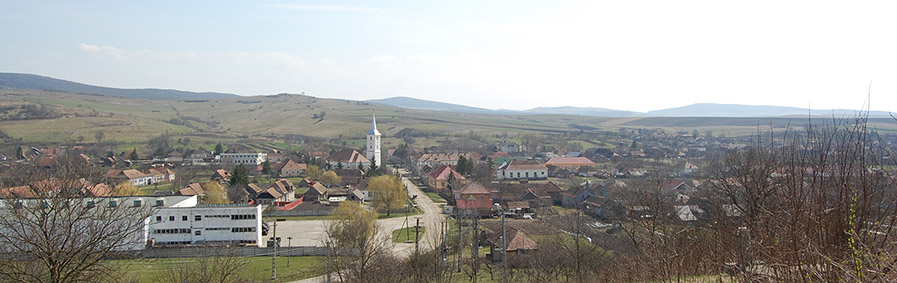
Panoramabild der Ortschaft

## Geschichte
Der Ort wurde 1228 unter dem Namen Batus erstmals urkundlich erwähnt.
Über Jahrhunderte wurde der Ort von den hier lebenden Siebenbürger Sachsen geprägt. Er erlebte seit der Nachkriegszeit einen nachhaltigen demografischen Wandel: Durch Aussiedelung und Flucht verließ die Mehrheit der deutschsprachigen Bevölkerung bereits nach dem Ende des Zweiten Weltkrieges Nordsiebenbürgen und siedelte sich in Deutschland und Österreich an.
Bei der Volkszählung von 2002 bezeichneten sich hundert Personen aus der Gemeinde Botsch als Deutsche. Die Rumänen stellen heute die Bevölkerungsmehrheit (etwa zwei Drittel).

## Gliederung
Die Gemeinde Batoș umfasst außer dem eigentlichen Ort noch die Dörfer Dedrad (Deutsch-Zepling), Goreni (Ungarisch-Zepling oder Schönbirk) und Uila (Weilau).

## Persönlichkeiten
- Johann Böhm (* 1929), Historiker und Herausgeber
- Susan Schubert (* 1959), Sängerin